# Symfonie nr. 4 (Martins)
Vasco Martins voltooide zijn Symfonie nr. 4, Boeddha Dhamma, in maart 2001. De Kaapverdische componist raakte geïnspireerd tot dit werk door het lezen van een boek over Boeddha. Hij componeerde zijn trage (metronoomgetal circa 45), eendelige werk in twee weken op en rond de eilanden São Vicente. Al vrij snel daarna volgde de eerste uitvoering in Brazilië te  São Paulo door Lutero Rodriques en de plaatselijke Sinfonia Cultura. In 2007 volgde een uitvoering in Frankrijk onder leiding van Henri-Claude Fantapié. Het werk is vrijelijk te beluisteren in MP3-format via de externe link; dit is de wens van de componist. De symfonie is ook te bekijken via YouTube. Het werk beslaat ongeveer 250 maten en wordt gevormd door vier crescendo's.

## Orkestratie
- 1 piccolo, 2 dwarsfluit, 2 hobo’s, 2 klarinetten, 2 fagotten; contrafagot (of tuba);
- 4 hoorns, 2 C-trompetten, 2 trombones, 1 tuba (of contrafagot);
- 1 stel pauken, percussie waaronder bekkens uit Tibet of Nepal, crotales, glockenspiel, grote trom en grote gong;
- violen, altviolen, celli, contrabassen.

## Discografie
- Het Noord Tsjechisch Symfonie Orkest uit Templiče onder leiding van Charles Olivieri-Munroe